# 가루다 (가수)
가루다는 대한민국의 힙합 래퍼이다. 1999년 I.F.의 전신인 기계치의 멤버로 클럽 마스터플랜에서 오디션을 보았으나, 기계치에서 금방 나온 후 솔로 활동을 하였다. 이후 2001년에 여러 컴필레이션에 참여하였으며, 이 과정에서 Buga Kingz와의 콜라보가 많아 Buga Kingz의 멤버로 오인받기도 하였다. 이때부터 앨범을 준비했다고 하지만 2008년 7월 현재까지 나오지 않은 상태이고, 이후 2003년 박지윤 앨범 피처링, 2005년 Master Chang 앨범 피처링 외에는 딱히 모습이 보이지 않아 은퇴했다는 설이 유력한 상황이다.
대표곡: The Match